# Cseresnyés Sándor (újságíró)
Cseresnyés Sándor (Temesvár, 1909. szeptember 28. – Budapest, 1971. június 11.) magyar újságíró.

## Életpályája
Középiskolát szülővárosában végzett. Kezdetben a Déli Hírlap riportere, majd a Temesvári Hírlaphoz szegődött. 1935-től a Brassói Lapok munkatársa, majd bukaresti szerkesztője. Cikkeiben feltárta a korabeli társadalmi és politikai élet korruptságát, megrázó képet festett a külvárosok nyomoráról, a munkásosztály kizsákmányoltságáról, napszámosok, cselédek és szolgalegények életéről.
Érdekesek a közéleti személyiségekkel készített interjúi: a Brassói Lapok Németh Lászlóval (1935. augusztus 18.), Nicolae Iorgával (1935. november 13.), Adolf Meschendörfer brassói szász íróval (1935. december 20.) folytatott beszélgetését közölte. 1937-ben Spanyolországból hazaküldött frontriportjai nagy visszhangot keltettek. Négy évet töltött franciaországi és algériai internálótáborokban, ahonnan 1943-ban angol csapatok szabadították ki.
A második világháború végéig az angol hadsereg kötelékében harcolt a tengelyhatalmak ellen, majd Magyarországon telepedett le, ahol előbb publicista, majd 1948-tól sajtófőnök. 1949-ben a Rajk-perben több évi börtönre ítélték, kéziratai elvesztek. 1955 szeptemberében rehabilitálták. Spanyolországi élményein alapuló politikai eszmefuttatása ...nem csak a spanyol nép ügye c. alatt jelent meg (Gergely Sándor előszavával, Budapest, 1948), Megyeri István hősi halált halt temesvári ifjúmunkás emlékének ajánlva.